# Stadskamrerare
Stadskamrerare, i några städer drätselkamrerare, var förr i de svenska stadskommunerna titeln på drätselkammarens (i Stockholm drätselnämndens) viktigaste tjänsteman och chefen för dess (drätsel-)kammarkontor. 
Stadskamreraren hade att fullgöra ett stort antal olikartade uppgifter inom stadens administration, främst inom dess finansförvaltning. I de mindre städerna var han vanligen också drätselkammarens sekreterare, på något håll även stadsfullmäktiges. 
I Stockholm utvecklade sig stadskamrerartjänsten ur den gamla "stadsens bokhållares", i det att innehavaren av denna syssla den 3 maj 1673 av överståthållaren tillerkändes rätt att kalla sig stadskamrerare, dock utan att åtnjuta några ytterligare förmåner. Först genom kungliga reglementet angående Stockholms stads medel och inkomster av den 20 december 1693 och den därpå följande instruktionen för stadskamreraren av den 2 februari 1694 blev ämbetet ordentligt reglerat och dess innehavare försedd med kunglig fullmakt. 
Ny instruktion utfärdades av Kungl. Maj:t av den 7 december 1813 i samband med bildandet av drätselkommissionen, varvid utnämningsrätten förbehölls denna jämte överståthållaren. Senare utsågs stadskamreraren av drätselnämnden, som den 3 november 1880 i sin instruktion för kammarkontoret uppräknade hans åligganden. 
I det av bankdirektören Pehr Rabe 1914 på stadsfullmäktiges uppdrag avgivna förslag om Stockholms kommunalförvaltnings omorganisation indrogs stadskamrerartjänsten och det viktigaste av dennes åligganden, finansförvaltningen, överflyttades på en i ett flertal fall självständigt beslutande stadsdirektör med yttranderätt inför stadsfullmäktige.